# كلود نكبا
كلود نكبا (بالفرنسية: Claude Gnakpa)‏ (9 يونيو 1983 بياموسوكرو في ساحل العاج - ) هو لاعب كرة قدم فرنسي في مركز الدفاع. لعب مع ديبورتيفو ألافيس وراسينغ سانتاندير وسويندون تاون ونادي الميناء ونادي إنفرنيس ونادي سالغاوكار ونادي فادوتس ونادي لوتون تاون ونادي والسول ونادي بيتربورو يونايتد وStade Beaucairois FC ‏ ومارينيان جينياك كوت بلو ‏.

## وصلات خارجية
- كلود نكبا على موقع قاعدة بيانات كرة القدم.إي يو (الإنجليزية)
- كلود نكبا على موقع Soccerbase.com (لاعب) (الإنجليزية)